# Mustafa Levent Bilgen

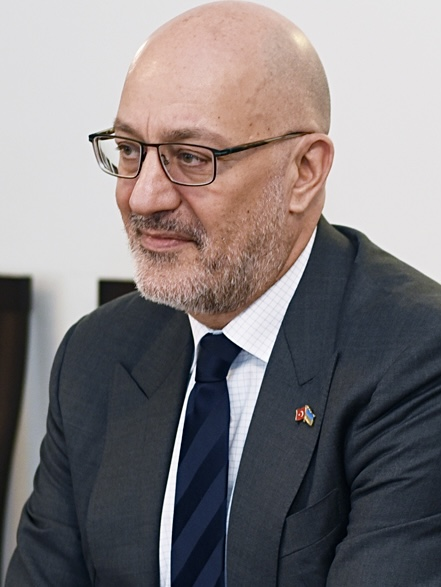
Mustafa Levent Bilgen

Mustafa Levent Bilgen  (* 1966 in Ankara) ist ein türkischer Diplomat. Seit 2014 ist er Botschafter der Türkei in Abu Dhabi.

## Leben
Bilgen wurde 1990 Bachelor der Betriebswirtschaftslehre und machte 1993 den Master für Internationale Beziehungen an der George Mason University. 1995 trat er in den Auswärtigen Dienst ein und war bis 1997 für Handelsförderung (Yurtdışı Tanıtım) in der Abteilung für Handel und Kultur zuständig. Von 1997 bis 1999 war er in Peking und von 1999 bis 2002 in Tel Aviv eingesetzt. 2002–2003 war er in der Abteilung Politik und 2003–2007 beim UN-Hauptquartier beschäftigt. 2007–2009 war Bilgen Sonderberater von Tahsin Burcuoğlu, dem Generalsekretär des Millî Güvenlik Kurulu. 2009 war er in der International Civil Aviation Organization in Montreal tätig. Im  November 2009 wurde er Generalkonsul in Toronto. Von Dezember 2011 bis September 2014 war er Generalkonsul in New York City.
Seit 3. Dezember 2014 ist er außerordentlicher und bevollmächtigter Botschafter in Abu Dhabi.
Mustafa Levent Bilgen ist verheiratet und hat zwei Kinder.

## Einzelbelege
1. ↑  Türkische Botschaft in Abu Dhabi, Curriculum Vitae (englisch) (Memento des Originals vom 16. Februar 2009 im Internet Archive)  Info: Der Archivlink wurde automatisch eingesetzt und noch nicht geprüft. Bitte prüfe Original- und Archivlink gemäß Anleitung und entferne dann diesen Hinweis., Büyükelçinin Özgeçmişi (türkisch)

| Vorgänger         | Amt                                                       | Nachfolger |
| ----------------- | --------------------------------------------------------- | ---------- |
| Şefik Vural Altay | türkischer Botschafter in Abu Dhabi Seit 3. Dezember 2014 | —          |

| Personendaten    | Personendaten          |
| ---------------- | ---------------------- |
| NAME             | Bilgen, Mustafa Levent |
| KURZBESCHREIBUNG | türkischer Diplomat    |
| GEBURTSDATUM     | 1966                   |
| GEBURTSORT       | Ankara                 |